# Марсель-Сент-Маргерит
Марсе́ль-Сент-Маргери́т (фр. Marseille-Sainte-Marguerite) — кантон во Франции, находится в регионе Прованс — Альпы — Лазурный Берег, департамент Буш-дю-Рон. Входит в состав округа Марсель.
Код INSEE кантона — 1358. В кантон Марсель-Сент-Маргерит входит часть коммуны Марсель.
Население кантона на 2008 год составляло 37 508 человек.

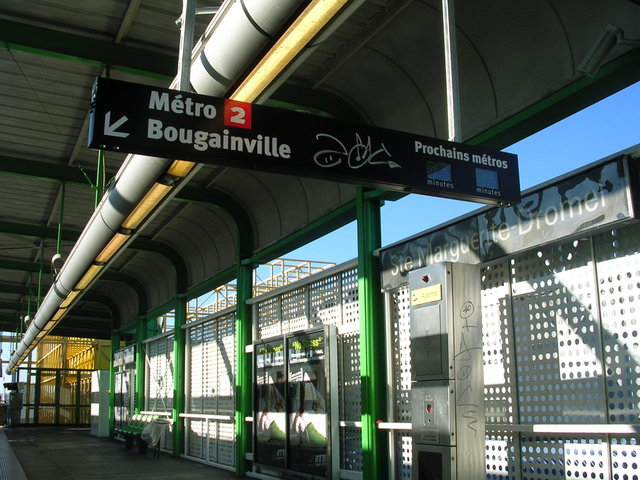
Станция метро Сент-Маргерит-Дромель
Один из самых густонаселённых районов Марселя — Ла-Рувье (9-й округ)